# EXOG
EXOG (англ. Exo/endonuclease G) – білок, який кодується однойменним геном, розташованим у людей на 3-й хромосомі. Довжина поліпептидного ланцюга білка становить 368 амінокислот, а молекулярна маса — 41 085.
| 10         |  | 20         |  | 30         |  | 40         |  | 50         |
| ---------- |  | ---------- |  | ---------- |  | ---------- |  | ---------- |
| MAIKSIASRL |  | RGSRRFLSGF |  | VAGAVVGAAG |  | AGLAALQFFR |  | SQGAEGALTG |
| KQPDGSAEKA |  | VLEQFGFPLT |  | GTEARCYTNH |  | ALSYDQAKRV |  | PRWVLEHISK |
| SKIMGDADRK |  | HCKFKPDPNI |  | PPTFSAFNED |  | YVGSGWSRGH |  | MAPAGNNKFS |
| SKAMAETFYL |  | SNIVPQDFDN |  | NSGYWNRIEM |  | YCRELTERFE |  | DVWVVSGPLT |
| LPQTRGDGKK |  | IVSYQVIGED |  | NVAVPSHLYK |  | VILARRSSVS |  | TEPLALGAFV |
| VPNEAIGFQP |  | QLTEFQVSLQ |  | DLEKLSGLVF |  | FPHLDRTSDI |  | RNICSVDTCK |
| LLDFQEFTLY |  | LSTRKIEGAR |  | SVLRLEKIME |  | NLKNAEIEPD |  | DYFMSRYEKK |
| LEELKAKEQS |  | GTQIRKPS   |  |            |  |            |  |            |

A: Аланін

C: Цистеїн

D: Аспарагінова кислота

E: Глутамінова кислота

F: Фенілаланін

G: Гліцин

H: Гістидин

I: Ізолейцин

K: Лізин

L: Лейцин

M: Метіонін

N: Аспарагін

P: Пролін

Q: Глутамін

R: Аргінін

S: Серин

T: Треонін

V: Валін

W: Триптофан

Кодований геном білок за функціями належить до гідролаз, нуклеаз, ендонуклеаз. 
Задіяний у такому біологічному процесі, як альтернативний сплайсинг. 
Білок має сайт для зв'язування з іонами металів. 
Локалізований у мембрані, мітохондрії, внутрішній мембрані мітохондрії.